# Solen thuelchus
Solen thuelchus is een tweekleppigensoort uit de familie van de Solenidae. De wetenschappelijke naam van de soort is voor het eerst geldig gepubliceerd in 1842 door Hanley.